# Mobile Suit Gundam SEED: Federation vs. Z.A.F.T. II
Mobile Suit Gundam SEED: Federation vs. Z.A.F.T. II est un jeu vidéo de tir au pistolet développé par Capcom et édité par Namco Bandai Games en 2006 sur System 246, puis porté sur PlayStation 2. C'est l'adaptation en jeu vidéo de la série en arcade basée sur l'anime Mobile Suit Gundam ; il est plus précisément basé sur la série de 2004 intitulée Mobile Suit Gundam SEED Destiny et c'est la suite de Mobile Suit Gundam SEED: Federation Vs. Z.A.F.T.,.

## Portage
PlayStation 2
7 décembre 2006 : Mobile Suit Gundam Seed Destiny : Union vs. Z.A.F.T. II Plus